# Šifrer & Šlafrock
Šifrer & Šlafrock (ŠŠ) je deveti studijski album slovenskega glasbenega izvajalca Andreja Šifrerja, posnet s skupino Šlafrock, ki je bila v tistem času njegova spremljevalna skupina. Izdan je bil 30. septembra 1999. Na albumu ni novih pesmi, temveč priredbe Šifrerjevih starejših pesmi v novi obliki.

## Ozadje
Andrej Šifrer je skupino Šlafrock ustanovil leta 1997 v sestavi Vesna Čobal (violina) Tamara Tasev (viola), Goga Keller (čelo) in Matjaž Glavač (harmonika). S skupino je sodeloval že na prejšnjem albumu, Čakam.

## Seznam pesmi
Vse pesmi je napisal Andrej Šifrer.
Avtorja aranžmajev sta Andrej Šifrer in Patrik Greblo.
| Št. | Naslov                                                                     | Dolžina |
| --- | -------------------------------------------------------------------------- | ------- |
| 1.  | „Za prijatelje‟                                                            |         |
| 2.  | „Moja čebela‟                                                              |         |
| 3.  | „Luknja v duši‟                                                            |         |
| 4.  | „Ko zvonovi zapojo‟                                                        |         |
| 5.  | „Zbogom raj‟                                                               |         |
| 6.  | „Družinski venček: Stoj Marija / Uspavanka za Evo / Martinov lulček / Oče‟ |         |
| 7.  | „Čakam‟                                                                    |         |
| 8.  | „Šum na srcu‟                                                              |         |
| 9.  | „Ena bouha me grize‟                                                       |         |
| 10. | „7 pijanih noči‟                                                           |         |
| 11. | „Vse manj je dobrih gostiln‟                                               |         |
| 12. | „Martinov lulček‟                                                          |         |
| 13. | „Prepelica‟                                                                |         |
| 14. | „Pobalinski venček: Država / Lepa dekleta / Moje miške‟                    |         |
| 15. | „Kako mi zadišiš‟                                                          |         |

## Zasedba
- Andrej Šifrer — vokal

Šlafrock
- Vesna Čobal — violina
- Tamara Tasev — viola
- Goga Keller — čelo
- Matjaž Glavač — harmonika